# Gunder Bengtsson
Gunder Bengtsson (ur. 2 lutego 1946 Torsby, zm. 2 sierpnia 2019) – szwedzki trener piłkarski. W czasie swojej kariery prowadził kluby ze Szwecji, Norwegii, Grecji, Holandii i Cypru.